# Hans Oswald (Soziologe)
Hans Oswald (* 11. November 1935 in Freiburg im Breisgau) ist ein deutscher Soziologe und Pädagoge und emeritierter Hochschulprofessor.

## Leben

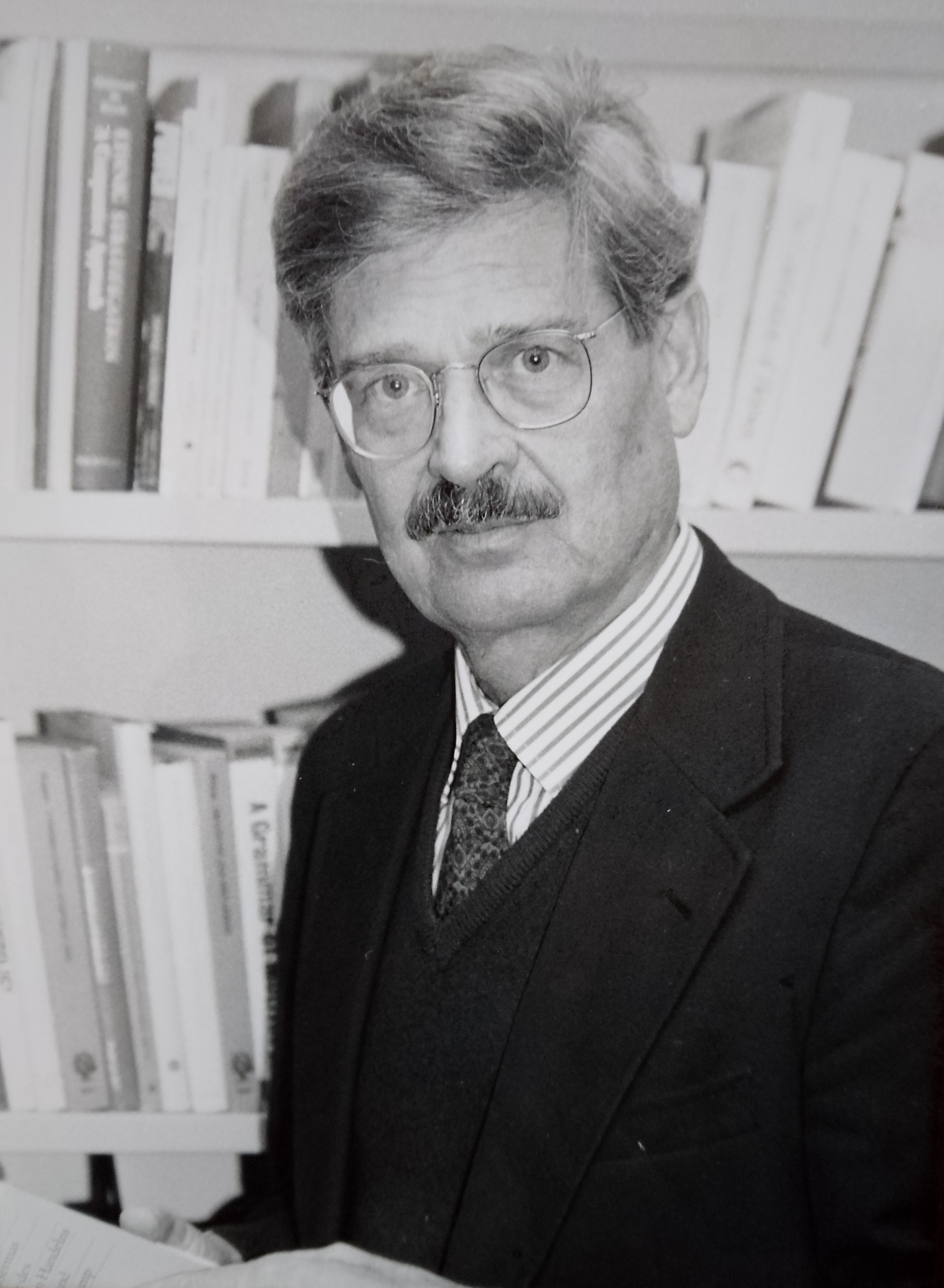
Hans Oswald

Hans Oswald wurde 1935 in Freiburg/Breisgau geboren. Nach dem Abitur studierte er Germanistik, Geschichte und Politische Wissenschaft in München und Freiburg, und absolvierte 1960 das erste und 1962 das zweite Staatsexamen für das Lehramt an Höheren Schulen.
Neben seiner Lehrtätigkeit am Keppler-Gymnasium in Freiburg arbeitete er als Assistent zunächst bei Arnold Bergstraesser am Institut für Politische Wissenschaft und anschließend bei Heinrich Popitz am Institut für Soziologie der Universität Freiburg, wo er 1965 mit der Dissertation „Gemeinde und Nachbarschaft in der überlokal orientierten Gesellschaft“ zum Dr. phil. promoviert wurde. Von 1973 bis 1994 war er als Professor für Soziologie der Erziehung am Fachbereich Erziehungs- und Unterrichtswissenschaften der Freien Universität Berlin tätig. In diesem Zeitraum erfolgten mehrere Forschungsaufenthalte in England (London und University of York) und USA (Stanford University, Kalifornien und Catholic University of America, Washington). Von 1986 bis 1990 war er Vorsitzender und stellvertretender Vorsitzender der Sektion Familien- und Jugendsoziologie der Deutschen Gesellschaft für Soziologie.
Von 1994 bis zu seiner Pensionierung 2001 bekleidete Hans Oswald eine Professur für Erziehungs- und Sozialisationstheorie an der Universität Potsdam. In dieser Zeit engagierte er sich u. a. im International Steering Committee für die Durchführung der Civic Education Study der IEA (International Association for the Evaluation of Educational Achievement) in 28 Ländern.

## Arbeits- und Forschungsschwerpunkte
Die Forschungstätigkeit Hans Oswalds zeigt sich in vielen Forschungsprojekten zu Themen der Sozialisation von Kindern und Jugendlichen mit Schwerpunkten auf den Interaktionen und Sozialbeziehungen in der Schule, Freundschafts- und Gleichaltrigenbeziehungen, Sexualität, Einflüssen von Eltern, Entwicklung von politischen Orientierungen. Die Arbeiten – gemeinsam mit Lothar Krappmann – zu Interaktionen von Kindern mit Gleichaltrigen in der Schule konzentrieren sich auf die Perspektive der Kinder, sie analysieren, welchen Sinn die Kinder selbst mit ihrem Handeln verbinden, und decken damit wenig bekannte Seiten einer eigenständigen Kinderwelt auf. In den Arbeiten zur politischen Sozialisation wird verfolgt, wie Heranwachsende ihre politische Identität konstruieren und zu tragenden Mitgliedern einer demokratischen Zivilgesellschaft werden. Ein besonderer Fokus liegt hierbei auf der Entwicklung in den neuen Bundesländern direkt nach der Wende und der deutschen Wiedervereinigung.

## Veröffentlichungen (Auswahl)
- Abdankung der Eltern? - Eine empirische Untersuchung über den Einfluss von Eltern auf Gymnasiasten. Weinheim und Basel, Beltz 1980. ISBN 978-3-40758083-2
- mit Lothar Krappmann: Alltag der Schulkinder. Beobachtungen und Analysen von Interaktionen und Sozialbeziehungen. Weinheim, Juventa Verlag 1995. doi:10.25656/01:2293
- Political socialization in the new States of Germany. In: M. Yates und J. Youniss (Hrsg.): Roots of civic identity. International perspectives on community service and activism in youth. S. 97–11. Cambridge University Press 1999.

- Mit H. P. Kuhn, K. Weiss (Hrsg.): Jugendliche Wähler in den neuen Bundesländern. Eine Längsschnittstudie zum Verhalten von Erstwählern bei der Bundestagswahl 1998. Opladen 2001, Leske und  Budrich. ISBN 3-8100-3305-7

- Mit Torney-Purta, J., Lehmann, R., Schulz, W. (Hrsg.).: Citizenship and Education in Twenty-eight Countries. Civic Knowledge and Engagement at Age Fourteen. Amsterdam, IEA 2001.
- Mit H. Uhlendorff: Die Gleichaltrigen. In R. K. Silbereisen & M. Hasselhorn (Hrsg.): Enzyklopädie der Psychologie, Serie V: Entwicklung, Band 5: Psychologie des Jugendalters.  Göttingen, Hogrefe 2008. S. 189–228.